# 內八重友賀
內八重友賀（日语： Uchiyae Yūka，1970年4月10日—），日本女歌手。出身於埼玉縣三鄉市。Very Berry Production所屬。身高161cm。O型血。她主要演唱動畫歌曲和廣告歌曲。Cure Quartet（及其後繼組合Cure Deluxe和Cure Rainbows）的成員。她也以本名從事藝人工作。舊藝名有、Youca。

## 來歷
1980年，內八重友賀加入劇團東俳。她從10歲起就開始擔任兒童演員，主要演出電視劇和舞台劇，包括《輕浮宇宙人》（日本電視台）和《光明的夥伴》（NHK教育）等。
1986年，在《Bug甜心》舉辦的活動中被選為大獎得主。
自1991年起，她一直活躍於歌手活動。
2006年後，她因在光之美少女系列中的歌曲而再次獲得認可，尤其是她為該系列第三部《光之美少女Splash Star》演唱的主題曲。

## 人物
- 她的暱稱有。另外，在後者負責主題曲的《光之美少女Splash Star》開播後不久，主演的二人組樹元織江與榎本溫子用互相用各種暱稱稱呼對方，她突然開始這樣稱呼自己[5]。
- 禮貌的言談、溫柔的舉止，加上她的外表，給人一種優雅高貴的印象，但也有極其天然呆的一面。即使驚喜已經計劃好了，她也是唯一一個沒有和其他目標一起被告知計劃的人，因為這會在她的臉上表現出來。
- 由於她天真的性格，熟人和粉絲甚至在Twitter等上創造了一個叫做「是[原文 1]」的詞來表示天真或粗心的行為。
- 她的個性非常認真，總是手寫回覆粉絲的信。
- 她不擅長運動，在光之美少女音樂劇或其他表演登台唱歌時從未能夠正確地同步舞蹈，也從未能夠射中一支飛鏢。
- 她與五條真由美是好友，五條真由美曾演唱第一部光之美少女系列的主題曲《光之美少女》（她也演唱了《～Splash Star》的片尾曲），她們也常在對方的現場表演中客串，兩人都以性格開朗著稱，對話類似喜劇短劇。2009年，兩人開始以二人組形式在廣播節目中演出。
- 除了五條真由美以外，還和前面提到的樹元織江、榎本溫子組成了4人組合，定期舉辦LIVE活動「四人的SUPER☆TEUCHI☆LIVE（TEUCHI⭐︎LIVE系列）（日语：よにんでSUPER☆TEUCHI☆LIVE）」。
- 雖然她經常演唱專業詞曲作者提供的歌曲，但她也是作曲家，創作了一些自己的歌曲。這在前面提到的「光之美少女系列」和「TEUCHI⭐︎LIVE系列」的歌曲中尤其明顯。當然，她演唱的是自己創作的歌曲，但她也為其他歌手提供歌曲。

## 演出

### 廣播節目
- （FM西東京（日语：エフエム西東京），每月第2個、第4個的星期五播出。助理主持人）

### 網路廣播
※記號表示網路廣播。
- 溫子與麻里安的麻里昂學院 廣播社！（日语：あつことまりあのマリオン学院 放送部!）（BBstation，2009年6月16日、2012年5月1日）※

與五條真由美搭檔主持，2009年10月8日開始播出。
- （BBstation，2013年6月11日。TEUCHI⭐︎LIVE（日语：よにんでSUPER☆TEUCHI☆LIVE）特別節目）

### 電影動畫
- 劇場版 光之美少女Splash Star：滴嗒危機一髮！（2006年）—飾 本人（客串配音）

### 網路電視
- （2019年2月1日開始發佈，YouTube、ALPHABOAT）—飾 母親[6]

## 音樂作品

### 單曲
名義
- （與高橋名人二重唱）（電視動畫《Bug甜心（日语：Bugってハニー）》第1期片尾主題曲）

橘友賀 名義
- （電影動畫《橙路 》片尾主題曲，CD收錄曲#09/11）作詞：澤地隆，作曲、編曲：鷺巢詩郎，歌：橘友賀
  - c/w （《橙路 》 CD收錄曲#04/11）作詞 ：澤地隆，作曲：瀨井廣明，編曲：鷺巢詩郎，歌：橘友賀

Youca 名義
- （電視動畫《無家可歸的孩子蕾米》片尾主題曲）

 名義
- （電視動畫《光之美少女Splash Star》片頭主題曲）
- （電視動畫《Bonolon ～不可思議之森的傳說～（日语：森の戦士ボノロン#テレビアニメ）》片頭主題曲）
- （電視動畫《我愛美樂蒂IV（日语：おねがい♪マイメロディ きららっ★）》片頭主題曲）
- Smile（私人製作的CD-R媒體上的單曲）

### 專輯
- Sweets（2009年1月23日）

### 合輯
- !!
  - 七夕小夜曲
- Yes！光之美少女5GoGo！ Vocal Album 1
  - My dear friend
- - Happy-Go-Lucky！

等

## 作品提供
美女甜甜圈!!!
- （作曲）
- （作曲）
- 「Happy!!! Happy!!! Birthday!!!（日语：ロデオマシーン）」（作詞、作曲）

CROWN POP
- 「Change the world！（日语：OMD (CROWN POPの曲)#Change the world!）」（作詞）

NMB48
- （作曲）

春野遙（村侑）
- Be a princess☆（作曲）

## 合音
- - 橘子新樂園
- - 工藤真由（日语：工藤真由）
- - 仲谷明香
- Go！Princess 光之美少女
  - 負責BGM的合音部分。
- 魔法使 光之美少女！
  - BGM的合音部分。
- - 托拉巫馬（CV：山本耕史）、索希爾（CV：新妻聖子）

等

## 廣告歌曲
- 藝術搬家中心（日语：アートコーポレーション）
- 羅羅屋（日语：羅羅屋）

等

## 腳註

## 外部連結
- 官方网站 （日語）
- 官方博客  （日語）
- 內八重友賀的X（前Twitter） （日語）